# Список наград и номинаций мультфильма «Гадкий я 2»
«Га́дкий я 2» (англ. Despicable Me 2) — американский анимационный комедийный фильм 2013 года, созданный студией Illumination Entertainment и распространяемый компанией Universal Pictures. Режиссёрами выступили Пьер Коффен и Крис Рено, а сценаристами — Кен Даурио и Синко Пол. В озвучивании мультфильма приняли участие актёры Стив Карелл, Кристен Уиг, Бенджамин Брэтт, Пьер Коффен, Расселл Бренд, Миранда Косгроув, Дэна Гайер, Элси Фишер и другие. По сюжету Грю бросает преступную жизнь, чтобы воспитывать Марго, Агнес и Эдит. В этот момент к нему обращается Антизлодейская лига и просит остановить злодея, угрожающего уничтожить мир.
Премьера мультфильма «Гадкий я 2» состоялась 5 июня 2013 года в кинотеатре «Event Cinemas» в Австралии, а 3 июля он был выпущен в прокат в США. Бюджет мультфильма составил 76 млн долларов США, при этом мультфильм собрал $ 970,8 млн, заняв 3-е место среди самых кассовых фильмов 2013 года. На сайте-агрегаторе рецензий Rotten Tomatoes мультфильм имеет рейтинг одобрения 75 % на основе 187 отзывов со средней оценкой 6,6/10. Сайт-агрегатор Metacritic присвоил мультфильму 62 балла из 100 на основе 39 отзывов, что соответствует критерию «в целом положительные отзывы». Зрители, опрошенные CinemaScore, поставили фильму среднюю оценку «A» по шкале от «A+» до «F».
Мультфильм, его режиссёры и актёры озвучивания были удостоены множества наград и номинаций. На 86-й церемонии вручения премии «Оскар» мультфильм был номинирован на две категории — «Лучший анимационный полнометражный фильм» и «Лучшая песня к фильму», однако не смог одержать победу ни в одной из них. На 71-й церемонии вручения премии «Золотой глобус» мультфильм был номинирован в категории «Лучший анимационный полнометражный фильм», однако не смог получить эту награду. На 41-й церемонии вручения премии «Энни», мультфильм был номинирован в десяти категориях, и победил только в одной из них — «Лучший анимационный телевизионный ролик». Картина также получила премию «Золотой трейлер» в двух категориях, Teen Choice Awards и много других наград и номинаций. Фаррелл Уильямс получил премию «Мировой саундтрек» в категории «Лучшая оригинальная песня, написанная специально для фильма» за песню «Happy», которая вошла в основной саундтрек мультфильма.

## Награды и номинации
| Награда                                              | Дата церемонии вручения | Категория | Получатель(-и)                                                                            | Результат | Источ.        |
| ---------------------------------------------------- | ----------------------- | --- | ----------------------------------------------------------------------------------------- | --------- | ------------- |
| «Золотой трейлер»                                    | 3 мая 2013              | «Лучший анимационный / семейный постер»                                                                                                 | «Гадкий я 2» (Cimarron Entertainment)                                                     | Номинация | [ 14 ]        |
| «Золотой трейлер»                                    | 30 мая 2013             | «Лучший анимационный / семейный постер»                                                                                                 | «Side by Side Billboard» (Ignition)                                                       | Победа    | [ 15 ] [ 16 ] |
| «Золотой трейлер»                                    | 30 мая 2013             | «Лучший анимационный / семейный телевизионный ролик»                                                                                    | «Chicken Revised» (Workshop Creative)                                                     | Номинация | [ 15 ] [ 16 ] |
| «Золотой трейлер»                                    | 30 мая 2013             | «Лучший стендап для полнометражного фильма»                                                                                             | «Whack-a-Minion Standee» (Ignition)                                                       | Победа    | [ 15 ] [ 16 ] |
| Teen Choice Awards                                   | 11 августа 2013         | «Выбор летнего фильма: Комедия» | «Гадкий я 2»                                                                              | Победа    | [ 17 ] [ 18 ] |
| Teen Choice Awards                                   | 11 августа 2013         | «Выбор: Hissy Fit» | Стив Карелл                                                                               | Номинация | [ 17 ] [ 18 ] |
| Teen Choice Awards                                   | 10 августа 2014         | «Выбор музыки – сингла» | Фаррелл Уильямс (за песню «Happy»)                                                        | Номинация | [ 19 ]        |
| Награды Голливудского кинофестиваля                  | 21 октября 2013         | «Кинопремия Голливуда» | «Гадкий я 2»                                                                              | Номинация | [ 20 ] [ 21 ] |
| Детская премия Британской академии                   | 24 ноября 2013          | «Детский выбор — фильм» | «Гадкий я 2»                                                                              | Победа    | [ 22 ] [ 23 ] |
| Награды Ассоциации кинокритиков Вашингтона           | 8 декабря 2013          | «Лучший анимационный полнометражный фильм»                                                                                              | «Гадкий я 2»                                                                              | Номинация | [ 24 ] [ 25 ] |
| Награды Общества кинокритиков Сан-Диего              | 11 декабря 2013         | «Лучший анимационный фильм» | «Гадкий я 2»                                                                              | Номинация | [ 26 ] [ 27 ] |
| Награды Ассоциации кинокритиков Сент-Луиса           | 14 декабря 2013         | «Лучший анимационный фильм» | «Гадкий я 2»                                                                              | Номинация | [ 28 ] [ 29 ] |
| Награды Ассоциации кинокритиков Сент-Луиса           | 14 декабря 2013         | «Лучший саундтрек» | Гадкий я 2 (саундтрек)                                                                    | Номинация | [ 28 ] [ 29 ] |
| Награды Общества кинокритиков Хьюстона               | 15 декабря 2013         | «Лучший анимационный фильм» | «Гадкий я 2»                                                                              | Номинация | [ 30 ] [ 31 ] |
| Награды Общества кинокритиков залива Сан-Франциско   | 15 декабря 2013         | «Лучший анимационный полнометражный фильм»                                                                                              | «Гадкий я 2»                                                                              | Номинация | [ 32 ] [ 33 ] |
| Награды Ассоциации кинокритиков Далласа и Форт-Уэрта | 16 декабря 2013         | «Лучший анимационный фильм» | «Гадкий я 2»                                                                              | Номинация | [ 34 ]        |
| Награды Общества онлайн-кинокритиков                 | 16 декабря 2013         | «Лучший анимационный фильм» | «Гадкий я 2»                                                                              | Номинация | [ 35 ] [ 36 ] |
| Премия Альянса женщин-киножурналистов                | 19 декабря 2013         | «Лучший анимационный фильм» | «Гадкий я 2»                                                                              | Номинация | [ 37 ] [ 38 ] |
| People’s Choice Awards                               | 8 января 2014           | «Любимый семейный фильм» | «Гадкий я 2»                                                                              | Победа    | [ 39 ]        |
| People’s Choice Awards                               | 8 января 2014           | «Любимый фильм» | «Гадкий я 2»                                                                              | Номинация | [ 39 ]        |
| Награды Ассоциации кинокритиков штата Джорджия       | 10 января 2014          | «Лучший анимационный фильм» | «Гадкий я 2»                                                                              | Номинация | [ 40 ] [ 41 ] |
| «Золотой глобус»                                     | 12 января 2014          | «Лучший анимационный полнометражный фильм»                                                                                              | «Гадкий я 2»                                                                              | Номинация | [ 42 ]        |
| «Выбор критиков»                                     | 16 января 2014          | «Лучший анимационный полнометражный фильм»                                                                                              | «Гадкий я 2»                                                                              | Номинация | [ 43 ]        |
| «Выбор критиков»                                     | 16 января 2014          | «Лучшая песня» | Фаррелл Уильямс (за песню «Happy»)                                                        | Номинация | [ 43 ]        |
| Премия Гильдии продюсеров США                        | 19 января 2014          | «Лучший анимационный фильм» | Джанет Хили и Крис Меледандри                                                             | Номинация | [ 44 ]        |
| Награды за креативное искусство 3D                   | 28 января 2014          | «Лучший полнометражный фильм — анимация»                                                                                                | «Гадкий я 2»                                                                              | Номинация | [ 45 ] [ 46 ] |
| «Энни»                                               | 1 февраля 2014          | «Лучший анимационный полнометражный фильм»                                                                                              | «Гадкий я 2»                                                                              | Номинация | [ 47 ]        |
| «Энни»                                               | 1 февраля 2014          | «Лучший анимационный телевизионный ролик»                                                                                               | «Гадкий я 2 – Cinemark»                                                                   | Победа    | [ 47 ]        |
| «Энни»                                               | 1 февраля 2014          | «Анимация персонажей в полнометражном фильме»                                                                                           | Джонатан Дель Валь                                                                        | Номинация | [ 47 ]        |
| «Энни»                                               | 1 февраля 2014          | «Выдающийся дизайн персонажей в полнометражном фильме»                                                                                  | Эрик Гильон                                                                               | Номинация | [ 47 ]        |
| «Энни»                                               | 1 февраля 2014          | «Лучшая музыка в анимационном полнометражном фильме»                                                                                    | Хейтор Перейра и Фаррелл Уильямс                                                          | Номинация | [ 47 ]        |
| «Энни»                                               | 1 февраля 2014          | «Выдающиеся достижения в области дизайна анимационного фильма»                                                                          | Ярроу Чейни и Эрик Гильон                                                                 | Номинация | [ 47 ]        |
| «Энни»                                               | 1 февраля 2014          | «Лучшая раскадровка в анимационном полнометражном фильме»                                                                               | Эрик Фавела                                                                               | Номинация | [ 47 ]        |
| «Энни»                                               | 1 февраля 2014          | «Лучшая озвучка в анимационном полнометражном фильме»                                                                                   | Кристен Уиг                                                                               | Номинация | [ 47 ]        |
| «Энни»                                               | 1 февраля 2014          | «Лучшая озвучка в анимационном полнометражном фильме»                                                                                   | Стив Карелл                                                                               | Номинация | [ 47 ]        |
| «Энни»                                               | 1 февраля 2014          | «Лучшая озвучка в анимационном полнометражном фильме»                                                                                   | Пьер Коффен                                                                               | Номинация | [ 47 ]        |
| Премия Американской ассоциации монтажёров            | 7 февраля 2014          | «Лучший монтаж анимационного полнометражного фильма»                                                                                    | Грегори Перлер                                                                            | Номинация | [ 48 ] [ 49 ] |
| Награды Киногида                                     | 7 февраля 2014          | «Лучший фильм для семьи» | «Гадкий я 2»                                                                              | Номинация | [ 50 ] [ 51 ] |
| Награда Общества специалистов по визуальным эффектам | 12 февраля 2014         | «Выдающиеся визуальные эффекты в анимационном фильме»                                                                                   | Крис Меледандри, Джанет Хили, Крис Рено и Пьер Коффен                                     | Номинация | [ 52 ] [ 53 ] |
| Премия «Black Reel»                                  | 13 февраля 2014         | «Лучшая оригинальная или адаптированная песня»                                                                                          | Фаррелл Уильямс (за песню «Happy»)                                                        | Номинация | [ 54 ] [ 55 ] |
| BAFTA                                                | 16 февраля 2014         | «Лучший анимационный фильм» | Крис Рено и Пьер Коффен                                                                   | Номинация | [ 56 ]        |
| Golden Reel Awards                                   | 16 февраля 2014         | «Выдающиеся достижения в области редактирования звука — звуковые эффекты, фоули, диалог и ADR для анимационного художественного фильма» | Деннис Леонард и Кристофер Скарабозио                                                     | Номинация | [ 57 ] [ 58 ] |
| Награды Общества киноакустики                        | 22 февраля 2014         | «Выдающееся достижение в звуковом микшировании анимационного фильма»                                                                    | Шарлин Ричардс, Том Джонсон, Гэри Риццо, Кристофер Скарабозио, Алан Мейерсон и Тони Экерт | Номинация | [ 59 ] [ 60 ] |
| «Спутник»                                            | 23 февраля 2014         | «Лучшая песня» | Фаррелл Уильямс (за песню «Happy»)                                                        | Номинация | [ 61 ] [ 62 ] |
| Награды Гильдии музыкальных супервайзеров            | 26 февраля 2014         | «Лучший музыкальный отдел киностудии»                                                                                                   | Universal Pictures                                                                        | Номинация | [ 63 ] [ 64 ] |
| Премия ICG для публицистов                           | 28 февраля 2014         | «Премия Максвелла Вайнберга за мастерство в кино»                                                                                       | «Гадкий я 2»                                                                              | Номинация | [ 65 ] [ 66 ] |
| «Оскар»                                              | 2 марта 2014            | «Лучший анимационный полнометражный фильм»                                                                                              | Крис Рено, Пьер Коффен и Крис Меледандри                                                  | Номинация | [ 67 ] [ 68 ] |
| «Оскар»                                              | 2 марта 2014            | «Лучшая песня к фильму» | Фаррелл Уильямс (за песню «Happy»)                                                        | Номинация | [ 67 ] [ 68 ] |
| Kids’ Choice Awards                                  | 29 марта 2014           | «Любимый анимационный фильм» | «Гадкий я 2»                                                                              | Номинация | [ 69 ]        |
| Kids’ Choice Awards                                  | 29 марта 2014           | «Любимый голос анимационного фильма» | Стив Карелл                                                                               | Номинация | [ 69 ]        |
| Kids’ Choice Awards                                  | 29 марта 2014           | «Любимый голос анимационного фильма» | Миранда Косгроув                                                                          | Победа    | [ 69 ]        |
| «Сатурн»                                             | 26 июня 2014            | «Лучший анимационный фильм» | «Гадкий я 2»                                                                              | Номинация | [ 70 ] [ 71 ] |
| Премия «Мировой саундтрек»                           | 25 октября 2014         | «Лучшая оригинальная песня, написанная специально для фильма»                                                                           | Фаррелл Уильямс (за песню «Happy»)                                                        | Победа    | [ 72 ] [ 73 ] |

## Комментарии
1. ↑  Даты вручения наград и проставления номинаций указаны в хронологическом порядке.
2. ↑  Также за фильмы студии «Бойфренд из будущего», «Праздник лучшего человека[англ.]», «Форсаж 6», «Поймай толстуху, если сможешь», «Пипец 2», «Риддик» и «Гонка» 2013 года.